# Predești
Predești è un comune della Romania di 2048 abitanti, ubicato nel distretto di Dolj, nella regione storica dell'Oltenia.
Il comune è formato dall'unione di 3 villaggi:  Bucicani, Predești, Predeștii Mici.